# Giorgio Veneri
Giorgio Veneri (Mantova, 10 settembre 1939 – Crema, 8 novembre 2023) è stato un allenatore di calcio e calciatore italiano, di ruolo centrocampista.

## Carriera

### Giocatore
Centrocampista incontrista, trascorse la sua carriera quasi esclusivamente tra le file dell'Atalanta. Nonostante sia stato per ben nove stagioni tra le file dei bergamaschi, può vantare soltanto trenta presenze in incontri di campionato con la prima squadra (29 in Serie A e 1 in Serie B), a cui se ne possono aggiungere altre 18 nelle coppe. Ha al suo attivo due reti nella massima serie, di cui una realizzata a Torino contro la Juventus nella stagione 1960-1961. Disputò da titolare la finale di Coppa Italia 1962-1963, vinta dai neroazzurri, prima di chiudere la carriera nel Como (4 presenze e una rete).

### Allenatore
Fedelissimo da calciatore, ha cambiato diverse squadre da allenatore, attività che ha intrapreso dal 1976. Ha allenato Pergocrema (nella stagione del debutto in Serie C), Derthona, Fanfulla (con cui ha conquistato una Coppa Italia di Serie C), Mantova, Casarano, SPAL, Legnano e Fiorenzuola, con la quale ha conquistato la promozione in Serie C1, la prima della società piacentina. In seguito ha guidato Prato e Leffe; nel 1998 ha affiancato David Platt (sprovvisto di patentino) sulla panchina della Sampdoria, in Serie A, dopo l'esonero di Luciano Spalletti. L'esperienza in blucerchiato è stata breve: 6 partite, con tre pareggi e tre sconfitte, prima del ritorno di Spalletti. Dopo un triennio al Fanfulla come direttore sportivo, dal 2002 ha guidato la nazionale italiana Under-20 di Serie C, ora Lega Pro.
Nell'estate del 2012 si è ritirato definitivamente dalla sua lunga carriera calcistica.
Ha collezionato oltre 700 panchine professionistiche, conquistando cinque promozioni dalla Serie C2 alla C1 (con Pergocrema, Fanfulla, Mantova, Casarano e Fiorenzuola).

## Palmarès

### Giocatore

#### Competizioni nazionali
- Coppa Italia: 1

Atalanta: 1962-1963
- Serie B: 1

Atalanta: 1958-1959
- Serie C: 1

Como: 1967-1968

### Allenatore

#### Competizioni nazionali
- Campionato italiano Serie C2: 2

Pergocrema: 1978-1979
Casarano: 1987-1988
- Coppa Italia Serie C: 1

Fanfulla: 1983-1984